# Gunung Rawa
Gunung Rawa är ett berg i Indonesien.   Det ligger i provinsen Aceh, i den västra delen av landet, 1 700 km nordväst om huvudstaden Jakarta. Toppen på Gunung Rawa är 2 159 meter över havet, eller 114 meter över den omgivande terrängen. Bredden vid basen är 0,93 km.
Terrängen runt Gunung Rawa är kuperad åt nordost, men åt sydväst är den bergig.Runt Gunung Rawa är det glesbefolkat, med 12 invånare per kvadratkilometer. I omgivningarna runt Gunung Rawa växer i huvudsak städsegrön lövskog.